# Sites mégalithiques de Vaucluse
Cet article présente la liste des sites mégalithiques du Vaucluse, en France.

## Répartition géographique
| \| Avignon Apt Carpentras \| Répartition géographique des mégalithes |
| Avignon Apt Carpentras                                               |

## Inventaire
| Monument                   | Commune  | Remarque | Protection       | Coordonnées                 | Illustration |
| -------------------------- | -------- | -------- | ---------------- | --------------------------- | ------------ |
| Dolmen de l'Ubac           | Goult    |          |                  | 43° 51′ 23″ N, 5° 13′ 54″ E |              |
| Dolmen de la Pichone       | Ménerbes |          | Classé MH (1910) | 43° 49′ 36″ N, 5° 13′ 44″ E |              |
| Dolmen dit l'Autel du Loup | Sault    |          |                  | 44° 06′ 22″ N, 5° 25′ 44″ E |              |